# DI Водолея
DI Водолея (лат. DI Aquarii) — одиночная переменная звезда в созвездии Водолея на расстоянии (вычисленном из значения параллакса) приблизительно 6282 световых лет (около 1926 парсеков) от Солнца. Видимая звёздная величина звезды — от +12m до +10,7m.

## Характеристики
DI Водолея — красная пульсирующая полуправильная переменная звезда типа SRB (SRB) спектрального класса M2/3. Эффективная температура — около 3299 К.